# Romer Osuna Áñez
Romer Osuna Áñez   (Santa Cruz de la Sierra, 26 de juny de 1949 - Santa Cruz de la Sierra, 14 d'octubre de 2019) va ser un periodista, empresari i dirigent esportiu bolivià. Va ser president de la Federació Boliviana de Futbol (FBF), tresorer de la Confederació Sud-americana de Futbol (CONMEBOL) i membre del Comitè d'Auditories de la Federació Internacional de Futbol Associació (FIFA).
A finals de 2015 va ser acusat de corrupció pel Departament de Justícia dels Estats Units en el conegut com a Cas Fifagate. Romer Osuna va declarar-se innocent i disposat a col·laborar amb la fiscalia estatunidenca. L'extradició sol·licitada per les autoritats estatunidenques no va prosperar.

## Trajectòria
Romer Osuna va estudiar al Colegio Franco Boliviano i es va llicenciar en enginyeria financera a la Universidad Autónoma Gabriel René Moreno (UAGRM).
Va començar la seva carrera com a dirigent l'any 1974 quan va ser nomenat president de l'equip de futbol de la UAGRM, el Club Deportivo Universidad Cruceña, més conegut com a Universitario, que jugava el campionat de la Asociación Cruceña de Futbol (ACF). Durant els sis anys que va durar la seva presidència el club Universitario va lograr, per primera vegada a la seva història, els subcampionats de 1972 i 1977.
El 1986 va arribar a la presidència de la Federació Boliviana de Futbol, càrrec que va exercir fins a l'any 1988. El mateix any 1986, amb l'arribada de Nicolás Leoz a la presidència de la CONMEBOL, Romer Osuna va ser nomenat tresorer de la confederació, càrrec que va exercir fins a l'any 2013. També va ser membre del Comitè d'Auditories de la FIFA.
Del 1992 al 1994 va presidir la Cámara de Industria Comercio (CAINCO).
Del 1993 al 1994 va presidir la Fundación Universidad Privada de Santa Cruz de la Sierra (UPSA).
El 2013, amb la dimissió del president de la CONMEBOL, Nicolás Leoz, per la seva implicació en l'escàndol de corrupció de l'empresa de patrocini esportiu, International Sport and Leisure (ISL), Osuna també va dimitir adduint raons personals. El càrrec de tresorer va ser assumit pel també bolivià i president de FBF, Carlos Alberto Chávez Landívar.

## Fifagate
El desembre de 2015, Romer Osuna va ser un dels setze acusats addicionals per la justícia nord-americana en la segona gran relació d'implicats en el denominat Cas Fifagate.
Segons la fiscalia dels EUA, Osuna hauria rebut 600.000 dòlars anuals durant molts anys a canvi d'afavorir l'adjudicació de contractes a determinades empreses de màrqueting. La petició d'extradició no va prosperar, però Osuna, va manifestar estar disposat a col·laborar amb la justícia estatunidenca o la boliviana.
En la demanda de restitució de danys presentada per la FIFA davant els tribunals de Nova York, Osuna és un dels que figura en menys import a reclamar de tots els acusats pel Cas Fifagate.
El 15 d'agost de 2019, Romer Osuna va ser inhabilitat a perpetuïtat pel Comitè d'Ètica de la FIFA i multat amb un milió de francs suïssos per haver infringit l'article 27 (suborn) del codi ètic.
El 14 d'octubre de 2019, Romer Osuna va morir a causa d'un aneurisma en una clínica privada de Santa Cruz de la Sierra després d'haver-hi ingressat per una parada cardiorespiratòria.